# Powstania tkaczy w Lyonie

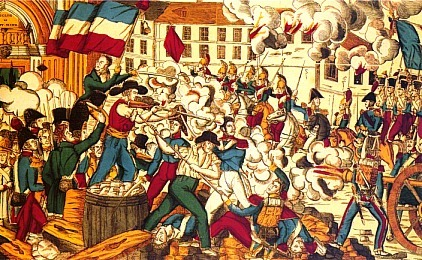
Powstanie tkaczy w 1831 – walki na ulicy przed kościołem Saint-Nizier

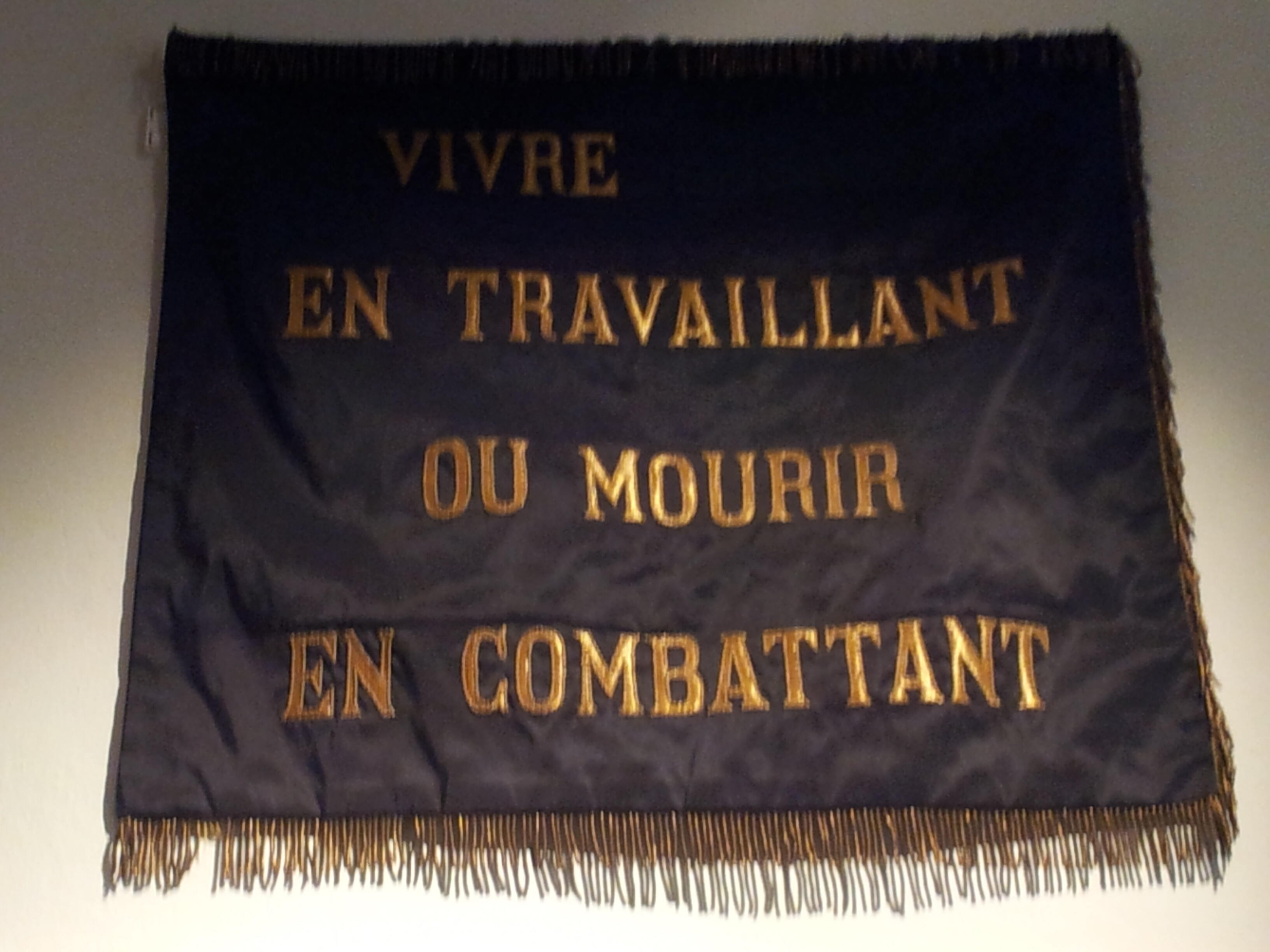
Hasło powstańców w 1831 wyszyte na czarnym sztandarze „Żyć pracując, albo umrzeć walcząc”

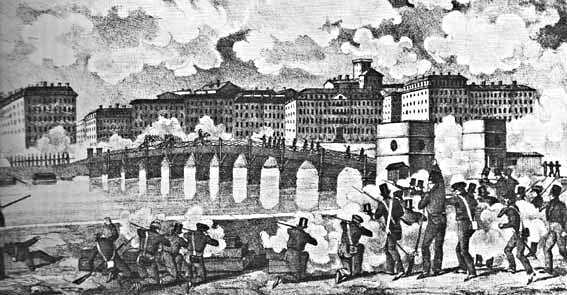
Powstanie tkaczy w 1834 – wojsko strzela do powstańców

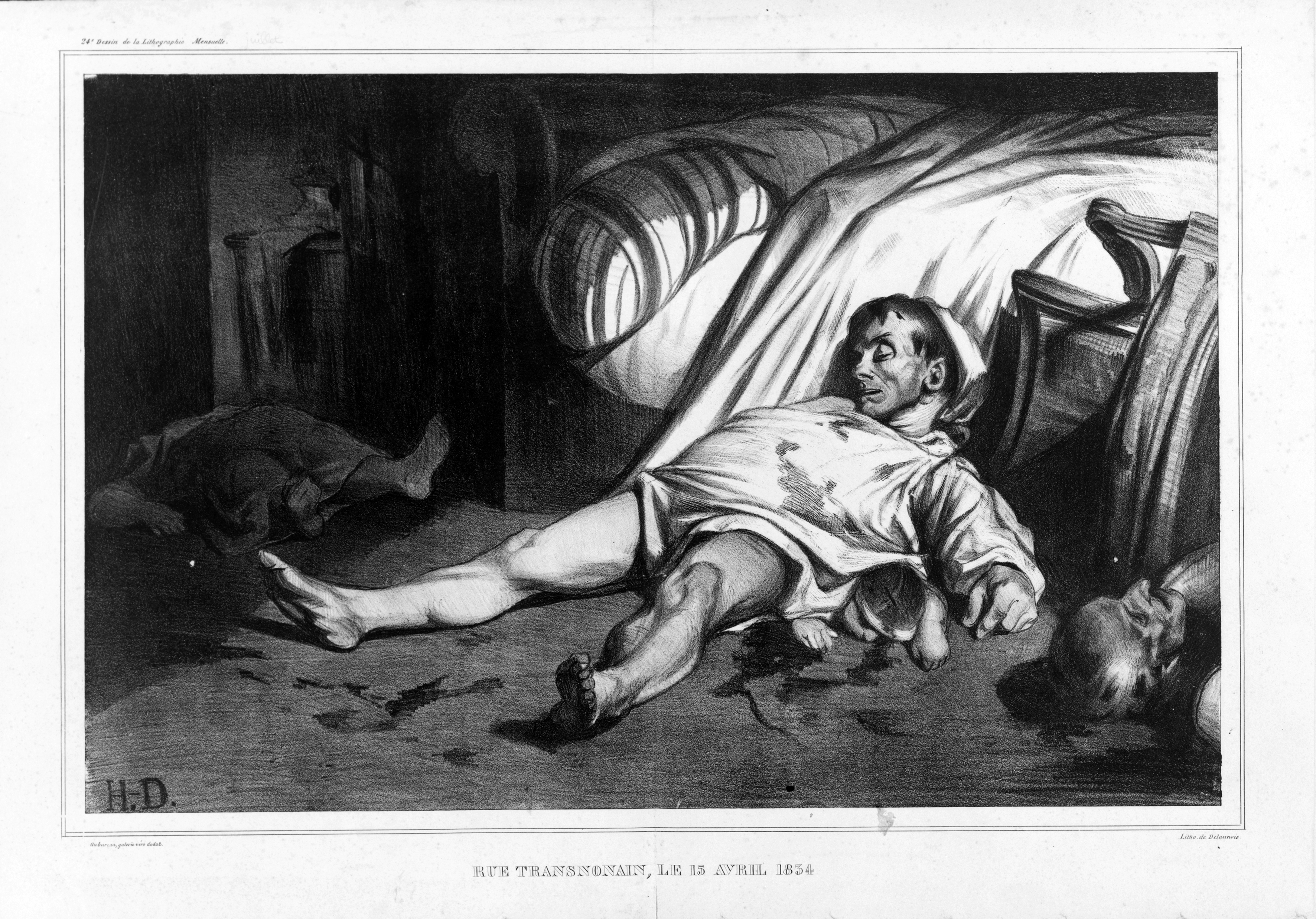
Massacre de la rue Transnonain – litografia autorstwa Honoré Daumiera ukazująca okrucieństwo wojska w czasie powstania tkaczy w 1834

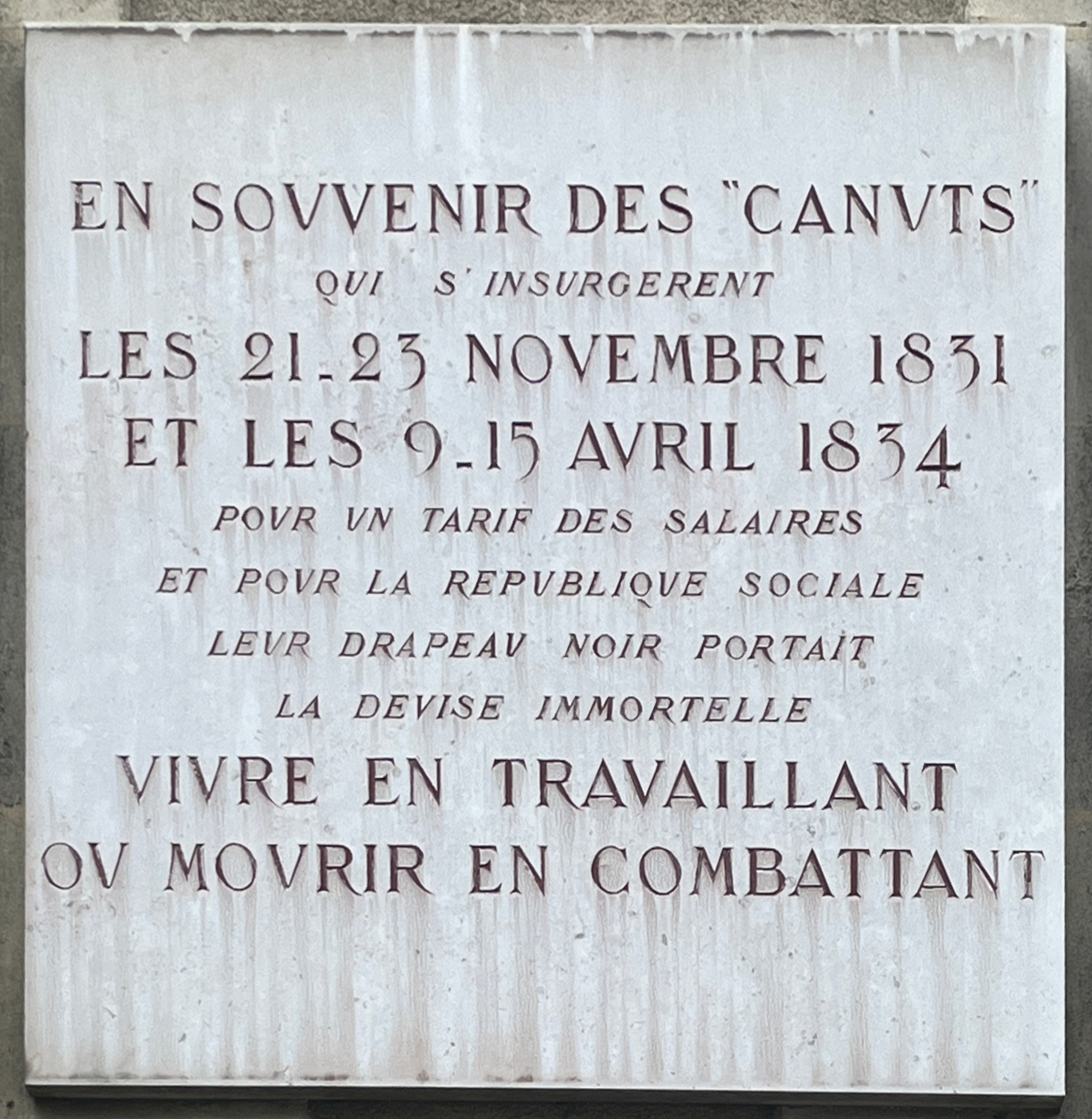
Tablica pamiątkowa w Lyonie poświęcona powstaniom tkaczy

Powstania tkaczy w Lyonie (fr. Révolte des canuts) – bunty pracowników zakładów jedwabniczych w Lyonie w latach 1831 i 1834, w przededniu powstania ruchu robotniczego.

## Geneza
W 1540 zapewniono Lyonowi monopol na handel jedwabiem. Przyczyniło się to do powstania w szybkim czasie wielu warsztatów tkackich, z czego niemało zyskało światową renomę. W 1683 pracowało w Lyonie i na jego przedmieściach 2 tysiące tkackich warsztatów, w 1733 – 7,5 tysiąca, zatrudniających 58 tysięcy tkaczy. System feudalny w XVIII-wiecznej Francji był na tyle już nieudolny, że przyczynił się do ogromnego kryzysu gospodarczego. W 1788 20 tysięcy z 58 tysięcy lyońskich tkaczy było bez pracy, jednak Lyon ciągle był największym ośrodkiem przemysłu jedwabniczego we Francji. Rewolucja francuska nie rozwiązała większości problemów gospodarczych, a nowi kapitaliści z początku XIX wieku nierzadko wykorzystywali strach przed bezrobociem do wyzysku tkaczy.
Kiedy przedsiębiorcy branży jedwabniczej odmówili uznania nowych taryf płac, ustanowionych przez komisję mieszaną przedstawicieli przedsiębiorców i robotników, 21 listopada 1831 w Lyonie wybuchł strajk protestacyjny. Lyońscy tkacze poszli za przykładem robotników paryskich, którzy 27 lipca 1830 zastrajkowali przeciw ostatnim niekorzystnym rozporządzeniom króla Karola X (tak zwanym ordonansom lipcowym), między innymi ograniczającym prawa wyborcze i likwidującym wolność prasy. Bunt w Paryżu przerodził się w rewolucję lipcową zwaną „Les Trois Glorieuses” („Trzema dniami chwały”). Rewolucja lipcowa przyczyniła się nie tylko do wybuchu buntu w Lyonie, ale i do ożywienia ruchów narodowych i rewolucyjnych w Europie (między innymi do polskiego powstania listopadowego w 1830).

## Przebieg powstań
Strajk rozpoczęty 21 listopada 1831 w wyniku szeregu prowokacji przerodził się w powstanie. Hasłem powstańców były słowa wyszyte na sztandarze koloru czarnego: „Żyć pracując, albo umrzeć walcząc” (Vivre en travaillant, ou mourir en combattant). Po trzydniowej walce zbrojnej wojska rządowe opuściły Lyon, a robotnicy opanowali miasto. Nie posiadając jednak samodzielnej organizacji politycznej, powstańcy nie potrafili wykorzystać swego zwycięstwa i nie przejęli władzy politycznej. Tkacze ograniczyli się do utworzenia tymczasowego sztabu, w którym dominującą rolę odgrywali właściciele drobnych warsztatów. 3 grudnia do miasta wkroczyły oddziały wojska, które stłumiły powstanie. W walkach ulicznych zginęło kilkuset tkaczy, a z Lyonu i jego przedmieść zesłano ponad 10 tysięcy osób.
W kwietniu 1834, w czasie kryzysu przemysłowego, wybuchło w Lyonie drugie powstanie, które miało już wyraźnie charakter polityczny. Bezpośrednimi przyczynami drugiego buntu tkaczy było uchwalenie niekorzystnej dla robotników ustawy o związkach zawodowych oraz represje wobec organizatorów powstania z 1831. Powstańcy z 1834 domagali się reform demokratycznych w całym kraju, widząc w tym szansę na polepszenie ich warunków życia i pracy. Główne walki toczyły się na lyońskim przedmieściu La Croix-Rousse (będącym dziś jedną z dzielnic miasta). Tkacze walczyli pod czerwonym sztandarem i hasłem: „Republika albo śmierć”. Drugie powstanie również zostało stłumione z całą bezwzględnością. Wojsko wyposażone w artylerię niszczyło domy i atakowało ludność cywilną nie zaangażowaną w powstanie. Po stłumieniu buntu rząd zorganizował olbrzymi proces sądowy (proces monstre), który trwał prawie rok. Wielu oskarżonych skazano na wygnanie, długoletnie więzienie lub roboty przymusowe.

## Skutki i znaczenie
Klęska ruchu republikańskiego na początku lat 30. XIX wieku umocniła chwilowo pozycję francuskiego rządu. Bunty tkaczy przyczyniły się jednak do powstania samoświadomości robotników i poczucia wspólnoty ich interesów.
Karol Marks uważał ponadto pierwsze powstanie lyońskie za punkt zwrotny w rozwoju walki klasowej we Francji.